# Discocyrtus simplex
Discocyrtus simplex is een hooiwagen uit de familie Gonyleptidae.